# Lacam de la Rigalderie
Der Cromlech (Steinkreis) von Lacam de la Rigalderie (oder Cromlech von Lacam Mercoulines) liegt etwa 2,5 Kilometer nordwestlich von  Blandas, auf der Causse de Blandas, einem Naturschutzgebiet im Département Gard in der Region Okzitanien in Südfrankreich. Die 30 Steine bilden einen Kreis von etwa 90,0 m Durchmesser, eine in Frankreich nur selten erreichten Größe. Die Anlage stammt wahrscheinlich aus der Bronzezeit.
Die unregelmäßig geformten Steine des Kreise sind zwischen 0,8 und 1,8 m hoch und mehrheitlich aus Kalkstein. In der Mitte befand sich offenbar ein kleiner Menhir. Es ist eine von nur drei besser erhaltenen Megalithanlagen dieser Art im Gard. Die beiden anderen sind der Lacam de Peyrarines (30 Steine) und einer der Steinkreise von Lacam de Rogues. Der Name Lacam stammt aus der okzitanischen Sprache, bedeutet „Ruhe“ und bezeichnet eine wüste oder moorige Gegend. 
Ein weiterer Steinkreis liegt im Südwesten, ist viel kleiner und weitgehend zerstört.